# 加马雷利

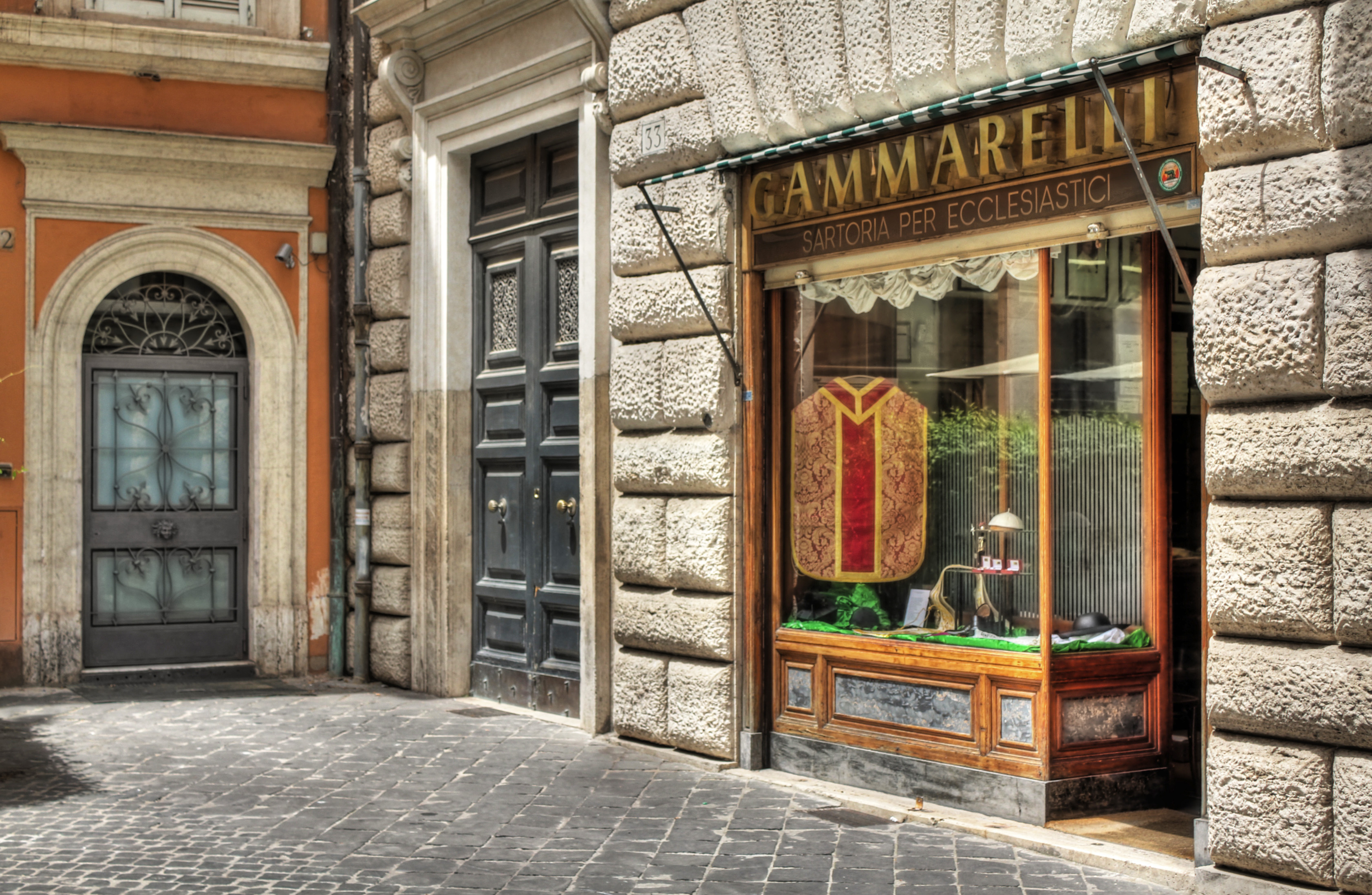
加馬雷利的店舖外觀

加马雷利（Gammarelli，全名迪塔·安尼巴萊·加馬雷利 Ditta Annibale Gammarelli） 是教宗的官方裁缝店。该店于 1798 年开业，店址為意大利罗马圣基亚拉街 34 号（Via di S. Chiara, 34。）

## 历史
加馬雷利於 1798 年由喬瓦尼．安東尼歐．加馬雷利（ Giovanni Antonio Gammarelli）創立。 自創立起，該店一直为教宗量身訂製衣服。该店由同一个家族经营，目前是第六代。 
喬瓦尼之后，他的儿子菲利波接管了这家商店，随后菲利波的儿子安尼巴莱继承了父亲的事业。 1874 年，安尼巴莱将商店从原址搬迁至现址圣基亚拉街 34 号，和宗座教廷学院（Pontificia Accademia Ecclesiastica）位於同一棟建筑内。 安尼巴莱的儿子博纳文图拉和朱塞佩将商店重新命名为迪塔·安尼巴萊·加馬雷利（Ditta Annibale Gammarelli）。博纳文图拉的儿子安尼贝尔（Annibale）接替了父亲，接下来是家族的第六代传人：马克西米利安（Maximillian）、洛伦佐（Lorenzo）及斯特凡诺·保罗（Stefano Paolo）。 
2000年，该商店被列入罗马历史商店名单。 
2016年，加馬雷利家族的第六代传人开始领导这家商店。 

## 事業
加馬雷利自1798年創立起，就負責為教宗製作所有衣著，20世紀幾乎所有教宗都穿著加馬雷利所製作的服飾，除了庇護十二世（Pius XII，1939-1958 年），他偏好由自己的私人裁縫製衣。 
除了教宗，加馬雷利也为樞機主教、大主教、主教、蒙席及司鐸製作神職人員各種場合的衣著配件，包括神職人員所帶的小瓜帽(zucchettos)和寬邊流蘇帽(galeros) 。 商店正面的招牌上写着Sartoria Per Ecclesiastici （傳道者的裁縫店）。 
加馬雷利也接受一般大眾訂製衣服。另外，加馬雷利授權一家法國公司Mes Chaussettes Rouge（我的紅襪子）出售神職人員款式的襪子，包括樞機主教穿的紅色襪子，主教穿的紫色襪子，以及教皇穿的白襪子，這些襪子深受時尚人士的喜愛。
2003年時，加馬雷利雇有約十幾名的員工。 

## 店鋪照片

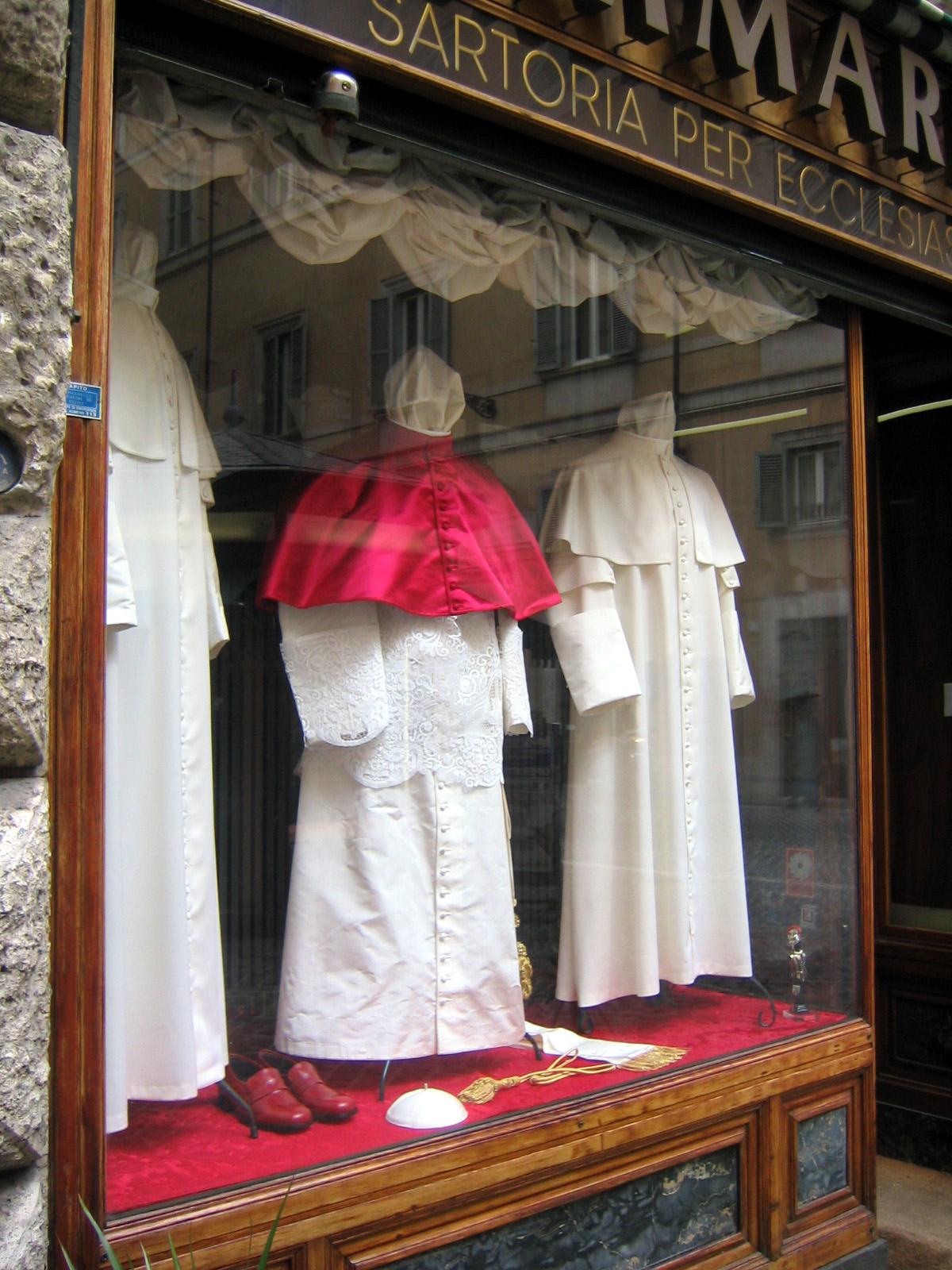
2005 年宗座空缺期间 加马雷利的展示橱窗
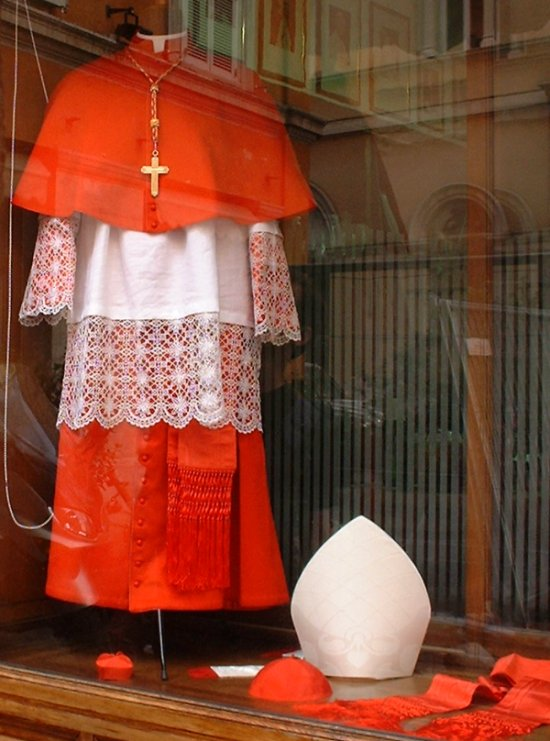
加马雷利櫥窗裡的樞機主教礼服